# مبنزاکنگو، آنگولا
مبنزاکنگو (به انگلیسی: Mbanza-Congo (M'banza-Kongo, São Salvador, São Salvador do Congo)) شهری در استان زئیر واقع در کشور آنگولا است که در سال ۲۰۰۹ میلادی ۳۰٬۷۶۸ نفر جمعیت داشته است.